# Academia Puerto Cabello
Der Academia Puerto Cabello Club de Fútbol, auch einfach nur Academia Puerto Cabello genannt, ist ein 2014 gegründeter venezolanischer Fußballverein aus Puerto Cabello. Aktuell spielt der Verein in der ersten Liga, der Primera División.

## Stadion
Der Verein trägt seine Heimspiele im Complejo Deportivo Socialista in Puerto Cabello aus. Das Stadion hat ein Fassungsvermögen von 7500 Personen.

## Trainerchronik
Stand: Dezember 2023
| Trainer               | Nation                | von               | bis               |
| --------------------- | --------------------- | ----------------- | ----------------- |
| Nacho Fernández       | Spanien               | 1. Januar 2011    | 30. Juni 2011     |
| Alfarabi Romero       | Venezuela             | 7. Oktober 2016   | 30. Juni 2017     |
| Manolo Contreras      | Venezuela             | 1. Juli 2017      | 31. Dezember 2017 |
| Pedro De Pablos       | Venezuela             | 1. Juli 2018      | 7. April 2019     |
| Carlos Maldonado      | Venezuela Uruguay     | 21. März 2019     | 10. April 2021    |
| José Basualdo         | Argentinien           | 10. April 2021    | 23. August 2021   |
| Martín Carrillo       | Venezuela             | 27. August 2021   | 3. November 2021  |
| Jeremy Nowak          | Venezuela Deutschland | 6. November 2021  | 31. Dezember 2021 |
| Leonardo Morales      | Venezuela             | 16. November 2021 | 31. Dezember 2021 |
| Francisco Perlo       | Venezuela Italien     | 1. Januar 2022    | 11. April 2022    |
| Bladimir Morales      | Venezuela             | 12. April 2022    | 10. Mai 2022      |
| Juan Domingo Tolisano | Venezuela Argentinien | 11. Mai 2022      | 1. November 2022  |
| Noel Sanvicente       | Venezuela             | 1. Januar 2023    | heute             |